# Leitzach (Miesbach)
Leitzach  ist ein Gemeindeteil der Kreisstadt Miesbach auf der Gemarkung Parsberg im oberbayerischen Landkreis Miesbach.

## Ortsbeschreibung
Das Dorf Leitzach liegt 3,4 km südöstlich von Miesbach. Es war bis zum 1. Mai 1978 ein Ortsteil der Gemeinde Niklasreuth.
Das ehemalige Müllerwohnhaus und heutige Bauernhaus im Mühlenweg 7 ist ein zweigeschossiger biedermeierlicher Putzbau mit Lünettenkniestock und Flachsatteldach, mit hölzernen Lauben und geschnitzten Haustüren. Es ist mit der Jahreszahl 1839 bezeichnet und in die Liste der Baudenkmäler in Miesbach eingetragen.

## Bevölkerungsentwicklung
Um 1970 lebten in Leitzach 159 Einwohner. Im Mai 1987 gab es dort 120 Einwohner in 31 Wohngebäuden, die in 48 Wohnungen aufgeteilt waren.
| Jahr      | 1970 | 1987 |
| Einwohner | 159  | 120  |